# Benedetto (vescovo di Novara)
Benedetto (Piemonte, ... – Novara, VIII secolo) è stato un vescovo italiano.

## Biografia
Benedetto nacque in data sconosciuta, in terra piemontese.
Fu eletto vescovo di Novara nel 750 alla morte del proprio predecessore e rimase in carica nella propria sede sino alla morte, in data ignota.